# Соро
Соро (дан. Sorø) — місто, столиця регіону Зеландія, Данія, центр комуни Соро. Розташоване в центральній частині острова Зеландія. 

## Історія

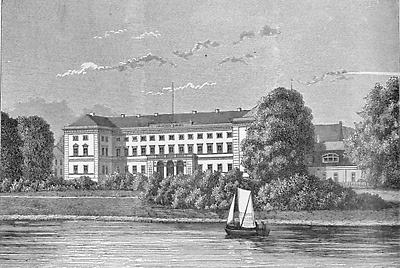
Сорська Академія, 1800-і роки

Місто засноване 1140 року у зв'язку із будівництвом абатства. Офіційно датою заснування міста є 1161 рік. 1623 року на базі абатства було засновано Сорська Академію.
З 1929 року у місті діє історичний музей.

## Пам'ятки
- Кафедральний собор (1161-1201);
- Цестартатський монастир та будівлі Сорської Академії (12-19 століття).

## Зовнішні зв'язки
Слагельсе має 5 міст-побратимів:
- Ейдсволл, Норвегія
- Флетсдальсгерад, Ісландія
- Прущ-Ґданський, Польща
- Скара, Швеція

## Галерея

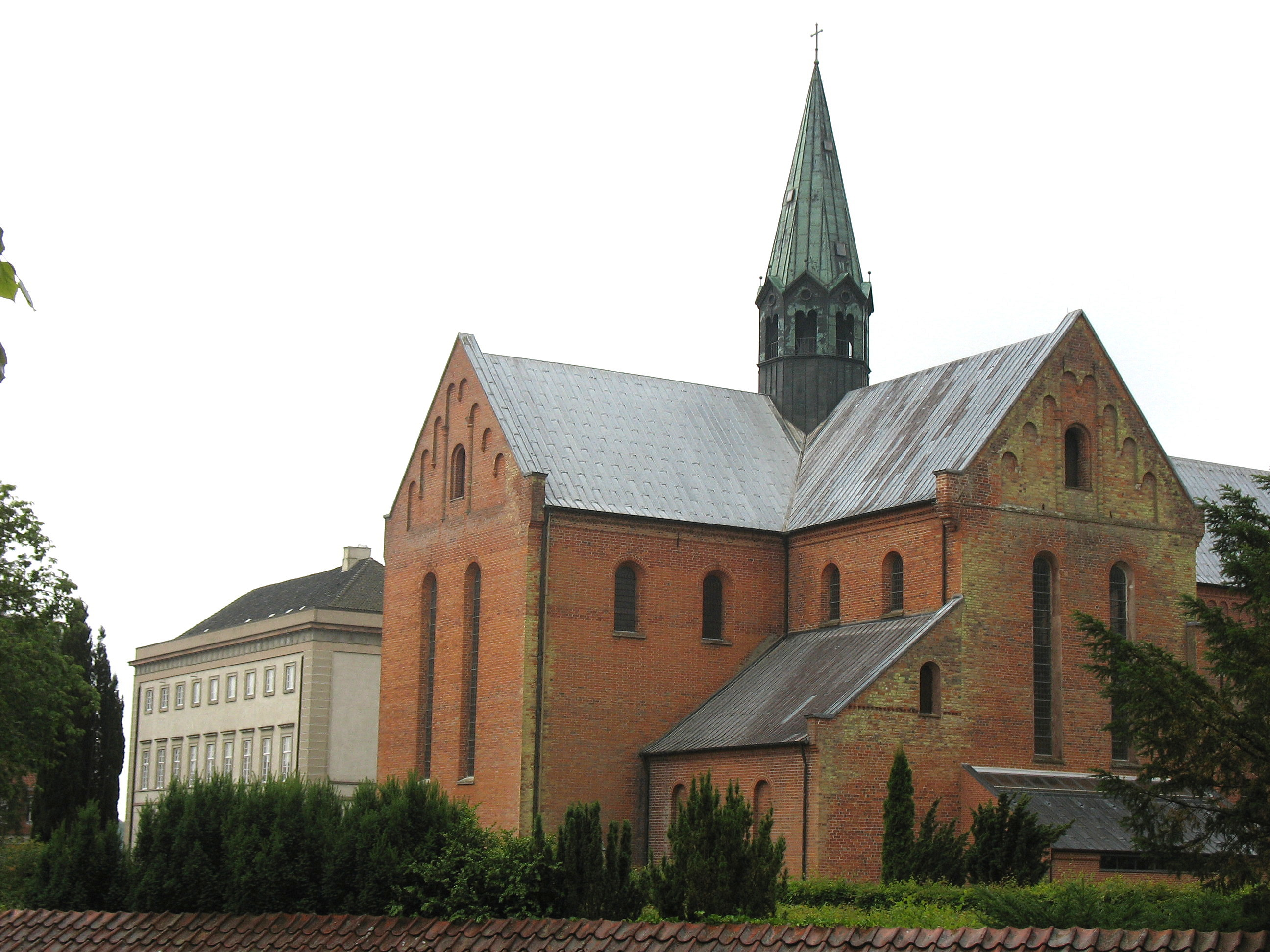
Кафедральний собор
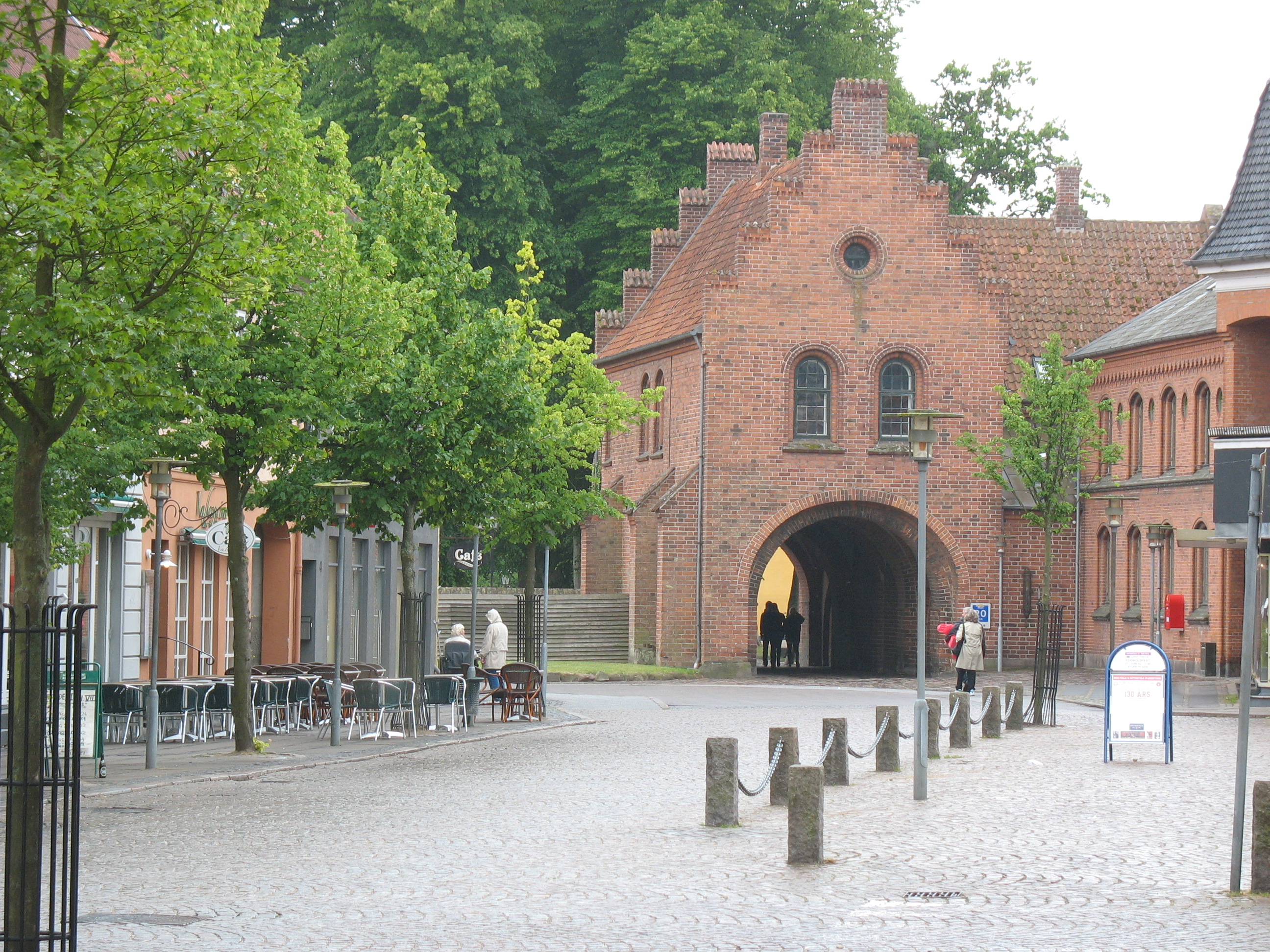
Монастирські ворота
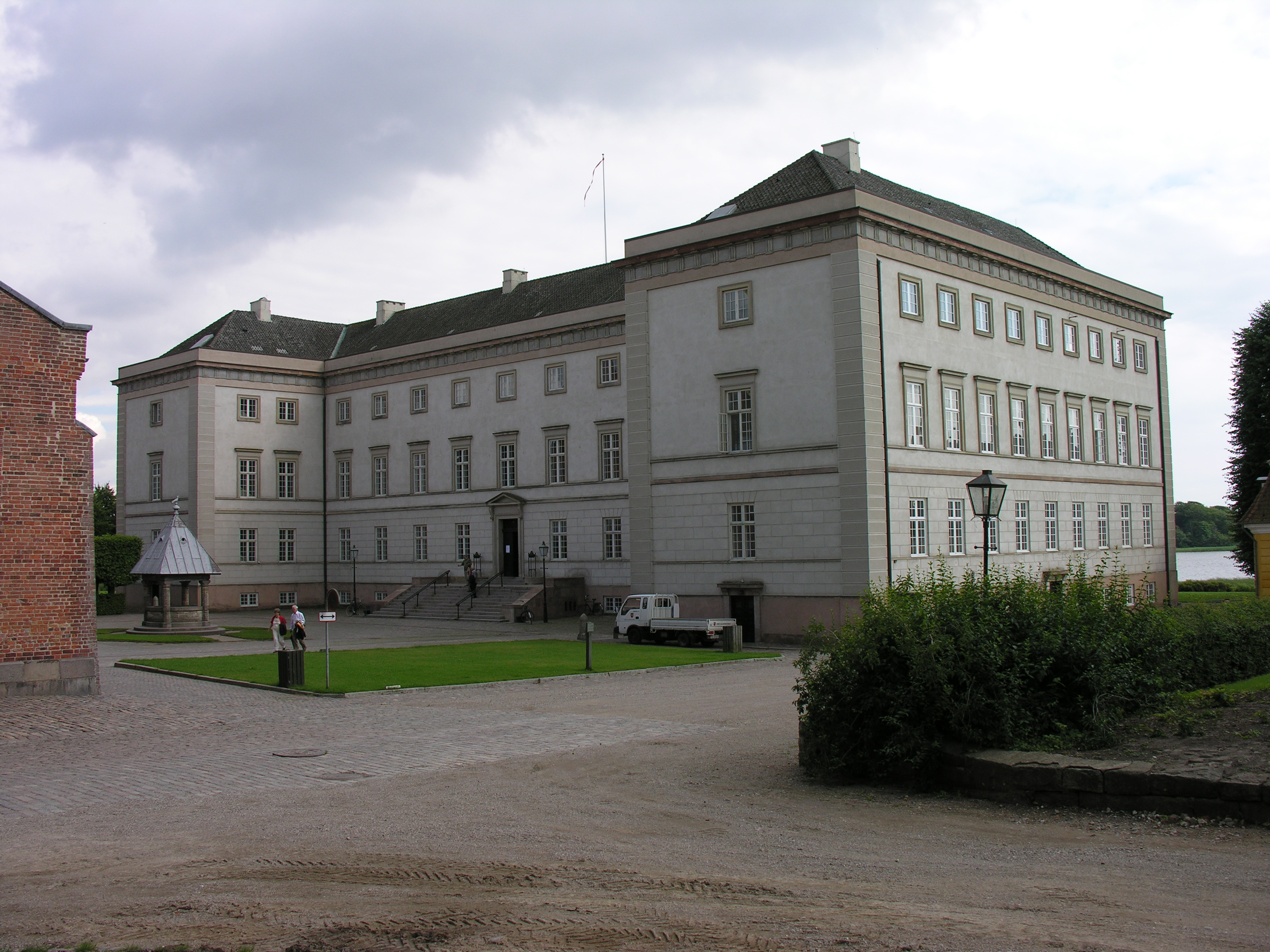
Сорська Академія